# Gladys Tejeda

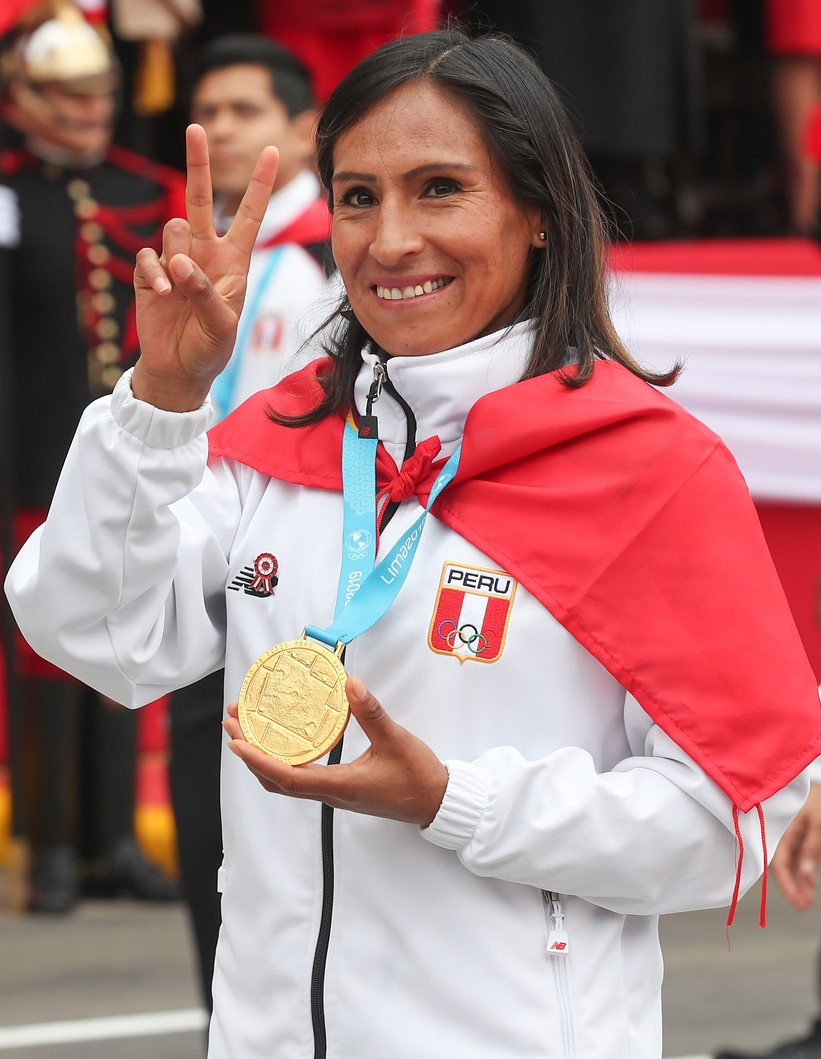
Gladys Tejeda (2019)

Gladys Tejeda (* 30. September 1985 in Junín, Huancayo oder Santa Fe de Jauja, Peru) ist eine peruanische Leichtathletin.

## Karriere
Die 1,62 Meter große Sportlerin, die 2012 ein Wettkampfgewicht von 46 kg auf die Waage brachte, wird von Pedro Kim trainiert. Sie nahm an den Panamerikanischen Spielen 2011 teil und belegte dort mit einer Zeit von 2:42,09 Stunden im Marathon den 3. Platz. Tejeda stand auch im Aufgebot der peruanischen Mannschaft für die Olympischen Sommerspiele 2012 und wirkte bei der Eröffnungsfeier als Fahnenträgerin. In London legte sie die olympische Marathonstrecke in persönlicher Bestzeit von 2:32,07 Stunden zurück. Damit rangierte sie an 43. Stelle des Endklassements. Bei den Leichtathletik-Südamerikameisterschaften 2013 gewann sie die Silbermedaille im 5000-Meter-Lauf. 2014 startete sie bei den Halbmarathon-Weltmeisterschaften. Sie erreichte den 26. Platz und stellte dabei in 1:11,24 Stunden einen neuen Landesrekord auf. Bei den Panamerikanischen Spielen 2015 siegte sie im Marathonlauf mit dem Meisterschaftsrekord von 2:33:03 Stunden. Bei der Dopingkontrolle wurde sie jedoch positiv auf Furosemid getestet. Sie wurde gesperrt und bekam die Goldmedaille aberkannt.
Im November 2017 gewann sie bei den Juegos Bolivarianos in Santa Marta mit 1:14:55 h die Goldmedaille im Halbmarathon.
Am 27. Juli 2019 gewann sie die Goldmedaille im Marathon bei den Panamerikanischen Spielen mit einem neuen Rekord der Spiele von 2:30:55 h.
Beim Marathon der Olympischen Sommerspiele 2020, der abweichend in Sapporo stattfand, kam sie als 27. ins Ziel. Bei den Olympischen Spielen 2024 in Paris beendete sie den Marathonwettbewerb in der Zeit von 2:35:36 h auf dem 56. Platz.

## Persönliche Bestzeiten

### Freiluft
- 1500 m: 4:36,3 min, Lima, 15. Mai 2015
- 5000 m: 16:00,55 min, Torrance, 20. April 2018
- 10.000-Meter-Lauf: 32:18,49 min, Palo Alto, 2. Mai 2015
- 10-km-Straßenlauf: 33:21 min, New York City, 13. Juni 2015
- 15-km-Straßenlauf: 51:30 min, Quito, 2. Juni 2019
- Halbmarathon: 1:10:14 h, Cardiff, 26. März 2016
- Marathon: 2:28:12 h, Rotterdam, 12. April 2015